# Teorema de la corba de Jordan

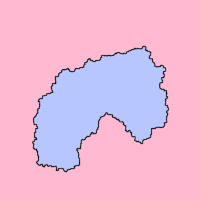
Il·lustració del teorema de la corba de Jordan. La corba de Jordan (representada en color negre) divideix el pla en una regió "interior" (color blau clar) i una regió "exterior" (color rosa).

En topologia, una corba de Jordan és un llaç continu, que no s'interseca amb ell mateix, del pla; hom també en diu corba tancada simple. El teorema de la corba de Jordan afirma que tota corba de Jordan divideix el pla en una regió "interior" delimitada per la corba i una regió "exterior" que conté tots els punts exteriors a la corba, de tal manera que qualsevol camí continu que connecta un punt d'una regió amb un punt de l'altra s'interseca amb la corba en algun lloc. Encara que l'enunciat d'aquest teorema sembla obvi, la demostració no és pas tan senzilla. Les demostracions més robustes fan ús de les eines de topologia algebraica, i proporcionen generalitzacions a espais de més dimensions.
El teorema de la corba de Jordan rep aquest nom pel matemàtic Camille Jordan, que va ser el primer a demostrar-lo. Durant dècades, es va creure que aquesta demostració era errònia, fins que Oswald Veblen en va fer una demostració rigorosa. Tot i això, aquesta idea va ser refutada per Thomas C. Hales i d'altres.

## Definicions i enunciat del teorema de Jordan
Una corba de Jordan o corba tancada simple del pla ℝ² és la imatge C en el pla per una funció contínua injectiva d'una circumferència, φ: S¹ → ℝ². Un arc de Jordan en el pla és la imatge en el pla per una funció contínua injectiva d'un interval tancat.
Equivalentment, una corba de Jordan és la imatge d'una funció contínua φ: [0,1] → ℝ² tal que φ(0) = φ(1) i la restricció de φ a [0,1) és injectiva. Les primeres dues condicions ens diuen que C és un llaç continu, mentre que l'última condició estableix que C no s'interseca amb ella mateixa.
| Sigui C una corba de Jordan en el pla ℝ². Llavors el seu complementari, ℝ² \ C, consisteix en exactament dues components connexes. Una d'aquestes components és fitada (l'interior) i l'altra és no-fitada (l'exterior), i la corba C és la frontera de cada component. Teorema de la corba de Jordan |

Addicionalment, el complement d'un arc de Jordan al pla és connex.

## Demostració i generalitzacions
El teorema de la corba de Jordan fou generalitzat a dimensions superiors de forma independent per Lebesgue i Brouwer el 1911, i d'aquí va resultar el teorema de separació de Jordan-Brouwer.
| Sigui X una esfera topològica en l'espai Euclidià de dimensió n+1, ℝn+1, és a dir, la imatge en ℝn+1 per una funció contínua injectiva de la n-esfera Sn. Aleshores el complement Y de X en ℝn+1 consisteix exactament en dues components connexes. Una d'aquestes components és fitada (l'interior) i l'altra és no-fitada (l'exterior). El conjunt X és la seva frontera comuna. Teorema de separació de Jordan-Brouwer |

J. W. Alexander va trobar-ne una generalització, que establia la dualitat d'Alexander entre l'homologia reduïda d'un subconjunt compacte X de ℝn+1 i la cohomologia reduïda del seu complement. Si X és una varietat connexa compacte de dimensió n dins ℝn+1 (o Sn+1) sense frontera, llavors el seu complement té dues components connexes.
Existeix una versió més forta del teorema de la corba de Jordan, anomenada teorema de Jordan-Schönflies, que afirma que les regions interior i exterior del pla determinades per una corba de Jordan a ℝ² són homeomorfes a l'interior i l'exterior del disc unitat. En particular, donat un punt P de la regió interior i un punt A de la corba de Jordan, existeix un arc de Jordan que connecta P amb A i que està contingut completament en la regió interior, llevat del punt final A. Una formulació alternativa i equivalent del teorema de Jordan-Schönflies afirma que qualsevol corba de Jordan φ: S¹ → ℝ², on S¹ és la circumferència unitat del pla, es pot estendre a un homeomorfisme ψ: ℝ² → ℝ² del pla. Contràriament a la generalització del teorema de la corba de Jordan establerta per Lebesgue i Brouwer, aquesta afirmació esdevé falsa en dimensions superiors: mentre que l'exterior de la bola unitat en ℝ3 és simplement connexa, ja que es pot contraure en l'esfera unitat, l'esfera banyuda d'Alexander és un subconjunt de ℝ3 homeomorf a una esfera, però tan recargolada en l'espai que la component no-fitada del seu complement en ℝ3 no és simplement connexa i, per tant, no és homeomorfa a l'exterior de la bola unitat.

## Història i altres demostracions
L'enunciat del teorema de la corba de Jordan pot semblar senzill, però és un resultat difícil de demostrar. Bernard Bolzano va ser el primer a formular una conjectura precisa, tot observant que no era una afirmació evident, sinó que requeria una demostració. És senzill establir aquest resultat per línies poligonals, però el problema rau a generalitzar-lo per qualsevol tipus de corbes, incloent-hi corbes no derivables enlloc, com ara el floc de neu de Koch i altres corbes fractals, o inclús una corba de Jordan amb àrea positiva construïda per Osgood (1903).
La primera demostració d'aquest teorema fou donada per Camille Jordan en els seus tractats sobre anàlisi real, i fou publicat en el seu llibre Cours d'analyse de l'École Polytechnique. Existeix una certa controvèrsia sobre si la demostració de Jordan era completa: la majoria d'estudiosos de la matèria afirmaven que la primera demostració completa fou donada posteriorment per Oswald Veblen, que va dir el següent sobre la demostració de Jordan:
| « | La seva prova, no obstant, no és satisfactòria per molts matemàtics. Assumeix el teorema sense demostrar pel cas especial important d'un polígon simple, i d'ací en endavant, hom ha d'admetre almenys que no es donen tots els detalls de la demostració. | » |

Tot i això, Thomas C. Hales va escriure: 
| « | Gairebé qualsevol cita moderna que he trobat està d'acord que la primera demostració correcta és atribuïda a Veblen... A la vista de les fortes crítiques de la demostració de Jordan, vaig quedar sorprès quan vaig seure per llegir la seva demostració, i no vaig trobar-hi res de qüestionable. Des de llavors, he contactat alguns dels autors que van criticar Jordan, i en tots els casos l'autor va admetre que no tenien cap coneixement directe d'un error en la demostració de Jordan. | » |

Hales també va apuntar que el cas especial dels polígons simples no és només un exercici fàcil, sinó que aquest fet no fou emprat en absolut en la demostració de Jordan, i cità Michael Reeken dient:
| « | La demostració de Jordan és essencialment correcta... La demostració de Jordan no presenta els detalls d'una forma satisfactòria. Però la idea és correcta, i amb una mica de refinament la demostració seria impecable. | » |

La demostració de Jordan i una demostració anterior de de la Vallée-Poussin foren analitzades i completades per Schönflies (1924).
Donada la importància del teorema de la corba de Jordan en els àmbits de la topologia geomètrica i l'anàlisi complexa, va rebre molta atenció per part d'importants matemàtics de la primera meitat del segle xx. Algunes demostracions del teorema i de les seves generalitzacions foren desenvolupades per J. W. Alexander, Louis Antoine, Ludwig Bieberbach, Luitzen Brouwer, Arnaud Denjoy, Fritz Hartogs, Béla Kerékjártó, Alfred Pringsheim i Arthur Moritz Schönflies.
El 1950, A. F. Filippov va presentar una demostració curta del teorema de la corba de Jordan.
En l'actualitat encara es desenvolupen noves demostracions elementals del teorema de la corba de Jordan, així com simplificacions de les demostracions originals.
- Una demostració usant el Teorema del punt fix de Brouwer per Maehara (1984).
- Una demostració usant anàlisi no-estàndard per Narens (1971).
- Una demostració usant matemàtiques constructives per Gordon O. Berg, W. Julian, and R. Mines et al.[6]
- Una demostració usant la no-planaritat del graf bipartit complet K3,3 per Thomassen (1992).
- Una simplificació de la demostració per Helge Tverberg.[7]

La primera derivació formal del teorema de la corba de Jordan fou creada per Hales (2007a) en el sistema HOL Light, el gener de 2005, i contenia unes 60.000 línies. Una altra demostració rigorosa de 6.500 línies fou desenvolupada per un equip internacional de matemàtics, que empraren el sistema Mizar. Tant la demostració Mizar com la HOL Light es basen en llibreries de teoremes demostrats amb anterioritat, amb la qual cosa aquestes dues mides no són comparables. Nobuyuki Sakamoto i Keita Yokoyama van demostrar el 2007 que el teorema de la corba de Jordan és equivalent, en termes de complexitat, al lema feble de König.